# Limonium brassicifolium
Limonium brassicifolium är en triftväxtart som först beskrevs av Philip Barker Webb och Sabin Berthelot, och fick sitt nu gällande namn av Carl Ernst Otto Kuntze. Limonium brassicifolium ingår i släktet rispar, och familjen triftväxter. Inga underarter finns listade i Catalogue of Life.

## Bildgalleri